# Diócesis de Jinja
La diócesis de Jinja (en latín: Dioecesis Gingiana, en inglés: Roman Catholic Diocese of Jinja) es una circunscripción eclesiástica de la Iglesia católica en Uganda. Se trata de una diócesis latina, sufragánea de la arquidiócesis de Tororo. Desde el 2 de marzo de 2010 su obispo es Charles Martin Wamika.

## Territorio y organización
La diócesis tiene 8917 km² y extiende su jurisdicción sobre los fieles católicos de rito latino residentes en el reino tradicional de Busoga en la región Oriental.
La sede de la diócesis se encuentra en la ciudad de Jinja, en donde se halla la Catedral de San José.
En 2019 en la diócesis existían 26 parroquias.

## Historia

### Vicariato apostólico
El vicariato apostólico de Kampala fue erigido el 10 de junio de 1948 con la bula Curas Nostras del papa Pío XII, obteniendo el territorio del vicariato apostólico del Alto Nilo (hoy arquidiócesis de Tororo).

### Diócesis
El 25 de marzo de 1953 el vicariato apostólico fue elevado a diócesis con la bula Quemadmodum ad Nos del papa Pío XII.
El 5 de agosto de 1966 cedió una porción de territorio a la arquidiócesis de Rubaga, que a su vez asumió el nombre de arquidiócesis de Kampala; y juntos, debido al traslado de la sede de Kampala a Jinja, asumieron su nombre actual.
Originalmente fue sufragánea de la arquidiócesis de Rubaga (hoy arquidiócesis de Kampala), el 2 de enero de 1999 pasó a formar parte de la provincia eclesiástica de la arquidiócesis de Tororo.

## Estadísticas
Según el Anuario Pontificio 2020 la diócesis tenía a fines de 2019 un total de 829 660 fieles bautizados.
| Año                                                                             | Población            | Población | Población      | Sacerdotes | Sacerdotes    | Sacerdotes    | Bautizados por sacerdote | Diáconos permanentes | Religiosos | Religiosos | Parroquias |
| Año                                                                             | Bautizados católicos | Total     | % de católicos | Total      | Clero secular | Clero regular | Bautizados por sacerdote | Diáconos permanentes | Varones    | Mujeres    | Parroquias |
| ------------------------------------------------------------------------------- | -------------------- | --------- | -------------- | ---------- | ------------- | ------------- | ------------------------ | -------------------- | ---------- | ---------- | ---------- |
| 1999                                                                            | 386 831              | 928 548   | 41.7           | 65         | 55            | 10            | 5951                     |                      | 22         | 157        | 20         |
| 2000                                                                            | 394 190              | 941 986   | 41.8           | 63         | 53            | 10            | 6256                     |                      | 24         | 162        | 20         |
| 2001                                                                            | 403 732              | 1 504 802 | 26.8           | 63         | 51            | 12            | 6408                     |                      | 28         | 167        | 20         |
| 2002                                                                            | 413 417              | 978 952   | 42.2           | 64         | 52            | 12            | 6459                     |                      | 28         | 140        | 20         |
| 2003                                                                            | 444 615              | 1 084 426 | 41.0           | 60         | 50            | 10            | 7410                     |                      | 12         | 144        | 20         |
| 2004                                                                            | 471 500              | 1 150 000 | 41.0           | 60         | 50            | 10            | 7858                     |                      | 10         | 137        | 20         |
| 2007                                                                            | 508 114              | 1 239 301 | 41.0           | 57         | 51            | 6             | 8914                     | 3                    | 6          | 143        | 20         |
| 2013                                                                            | 667 362              | 1 549 134 | 43.1           | 80         | 73            | 7             | 8342                     |                      | 16         | 193        | 21         |
| 2016                                                                            | 793 403              | 1 682 923 | 47.1           | 76         | 69            | 7             | 10 439                   |                      | 7          | 189        | 22         |
| 2019                                                                            | 829 660              | 1 969 264 | 42.1           | 78         | 69            | 9             | 10 636                   |                      | 17         | 187        | 26         |
| Fuente: Catholic-Hierarchy, que a su vez toma los datos del Anuario Pontificio. |                      |           |                |            |               |               |                          |                      |            |            |            |

## Episcopologio
- Vincent Billington, M.H.M. † (13 de mayo de 1948-3 de mayo de 1965 renunció[nota 1])
  - Sede vacante (1965-1967)
- Joseph Bernard Louis Willigers, M.H.M. † (13 de julio de 1967-2 de marzo de 2010 retirado)
- Charles Martin Wamika, desde el 2 de marzo de 2010